# Cape Cod house

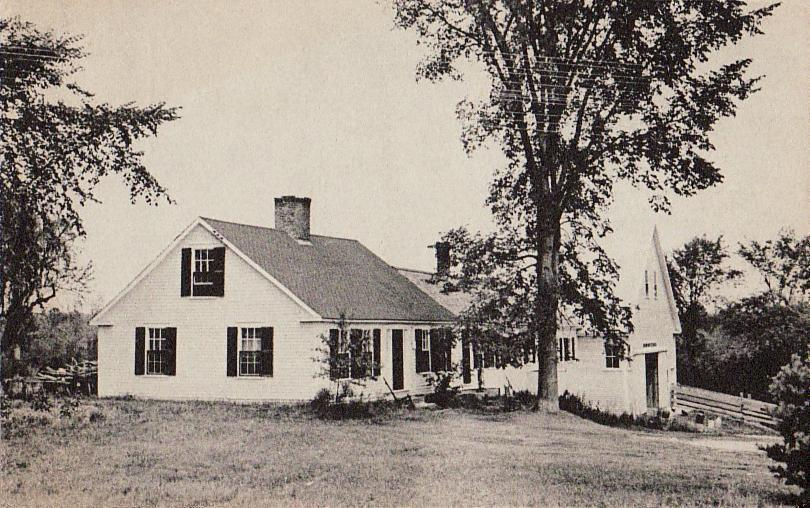
Una Cape Cod house nel 1920 circa

Col termine inglese di Cape Cod house si intende un tipo di casa vernacolare contraddistinta da un tetto architravato, con un camino centrale e poche ornamentazioni. Originatasi come tipologia nel New England nel XVII secolo, questa tipologia di casa divenne particolarmente popolare a Cape Cod dove la struttura spartana e i materiali locali la resero ideale per il clima locale.
La tipologia riprese vigore tra gli anni '30 e '50 e del Novecento come parte del stile revival coloniale britannico.

## Storia

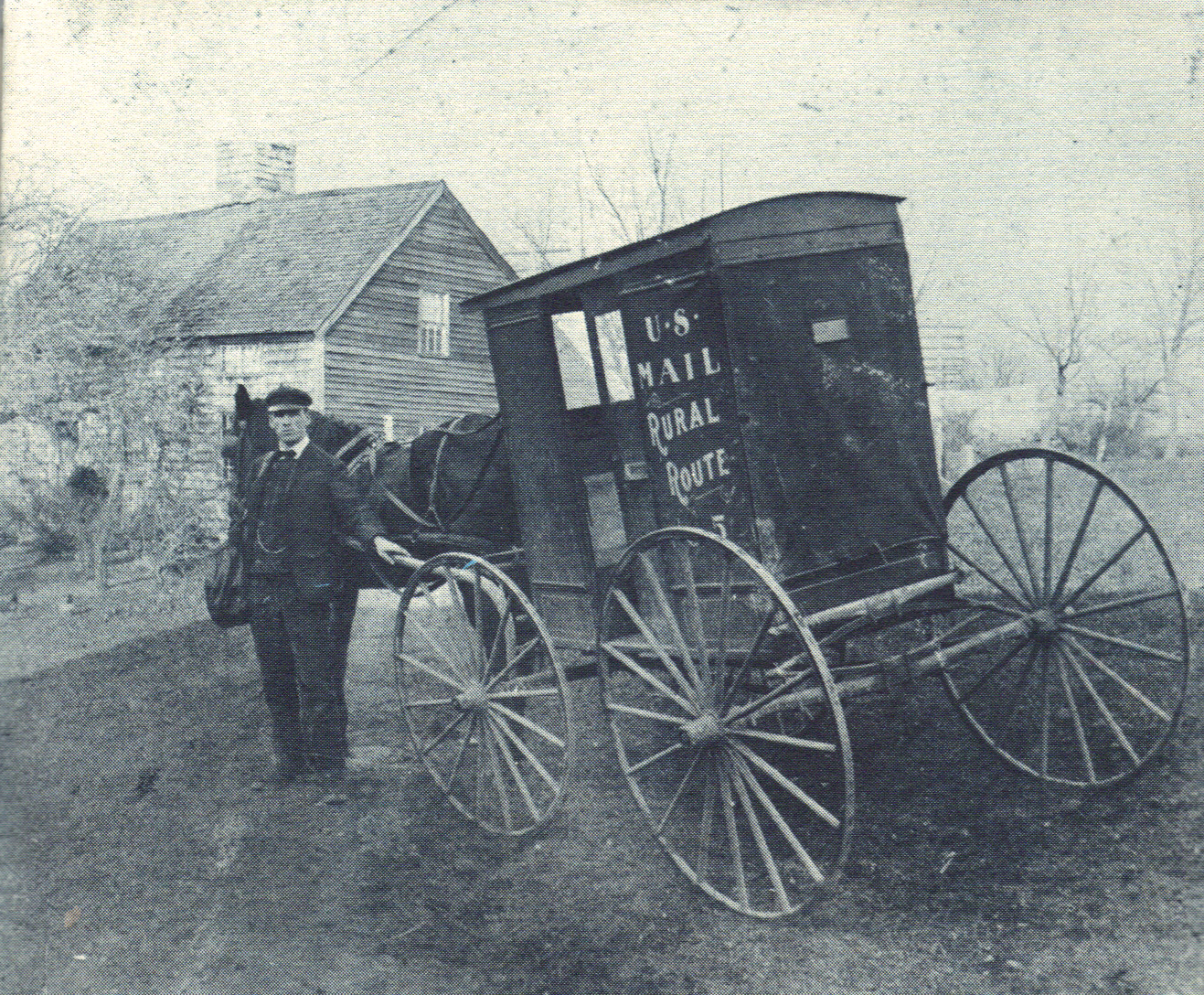
Ephraim Hawley House, c. 1683–1690

La Cape Cod house trae le proprie origini dalle costruzioni contadine dell'Inghilterra medievale e venne esportata come stile dai carpentieri puritani in America. Il clima duro del New England spinse i primi coloni locali a servirsi di queste case dalla pianta semplice in un vero e proprio cottage ideale per le condizioni atmosferiche di Cape Cod. Tali case avevano solitamente una stanza o al massimo una stanza e mezza, finestre e imposte in legno. L'uso di materiali locali come il cedro, la quercia o l'abete era l'ideale sia per il contenimento dei costi che per l'uso di materiali adatti a conservare il calore interno. Le temperature tra gennaio e febbraio infatti in America settentrionale possono variare tra -1 e -20 °C, con accumuli di neve sino a oltre il metro. Per combattere il freddo, dunque, le Cape Cod houses disponevano di un camino centrale massiccio e di soffitti generalmente bassi per trattenere il calore nella stanza; in questo aiutavano anche le dimensioni contenute degli edifici che variavano tra i 100 ed i 
200 m². La forma del tetto poi minimizzava l'accumulo di neve sulla casa, evitando sovraccarichi o crolli pericolosi. Le imposte alle finestre servivano per difendersi dai forti venti.
Il reverendo Timothy Dwight IV (1752–1817), presidente dell'Università di Yale dal 1795 al 1817, fu il primo a coniare il termine "Cape Cod house" dopo una sua visita a Cape Cod nel 1800. Le sue osservazioni sulle tipologie di case presenti in loco vennero pubblicate poi nella sua opera postuma Travels in New England and New York (1821–1822).
La tipologia si diffuse rapidamente nella parte nordorientale degli Stati Uniti e nel Canada atlantico.
Al piano terreno si trovava solitamente una stanza unica con camino. La stanza da letto era posta al piano superiore.

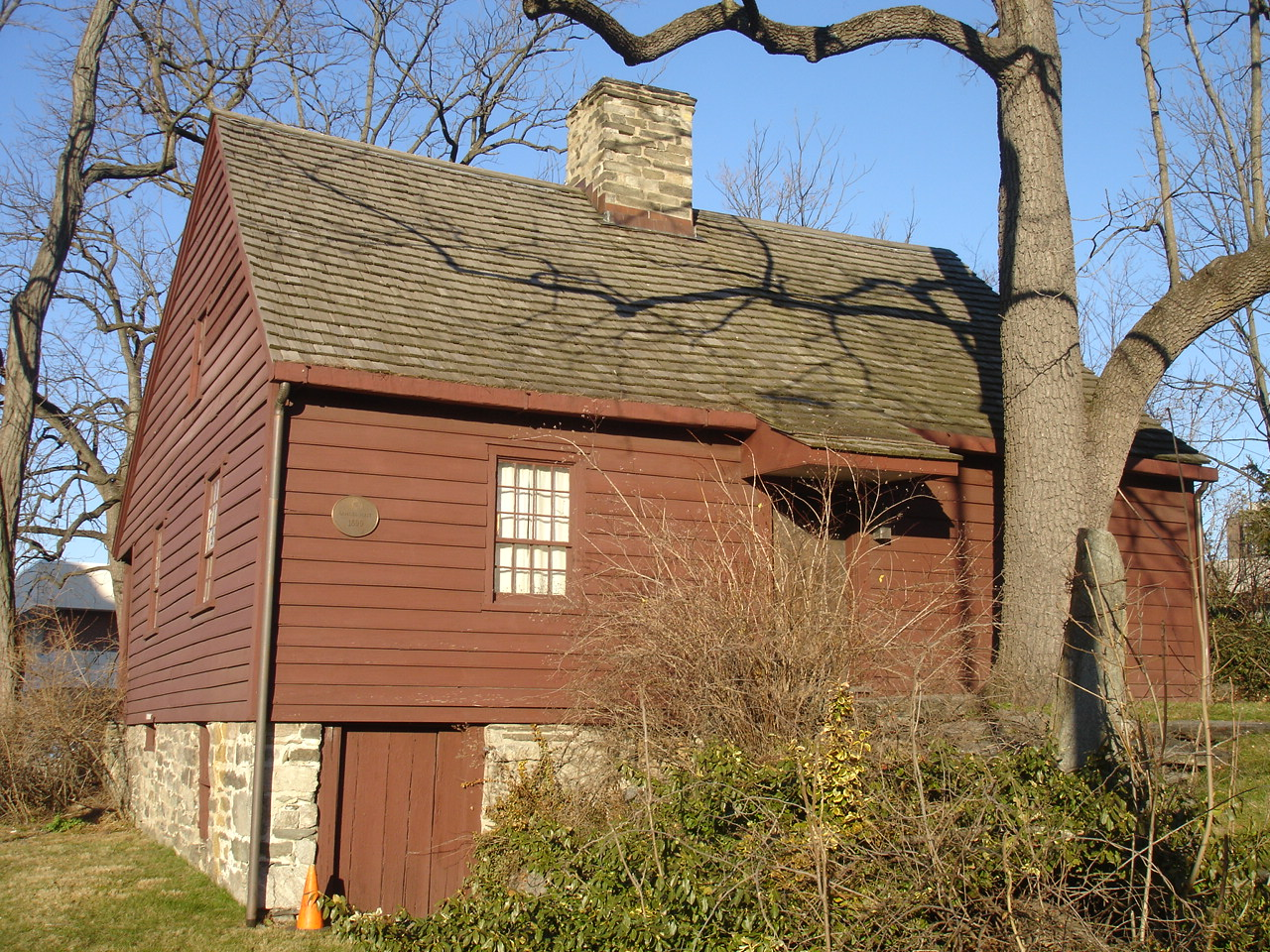
Hoyt-Barnum House, c. 1699
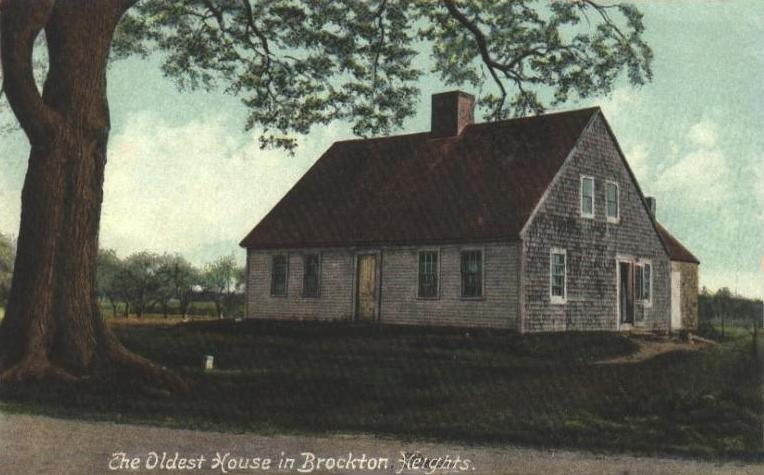
Una fattoria del tipo Cape Cod a Brockton Heights, Massachusetts
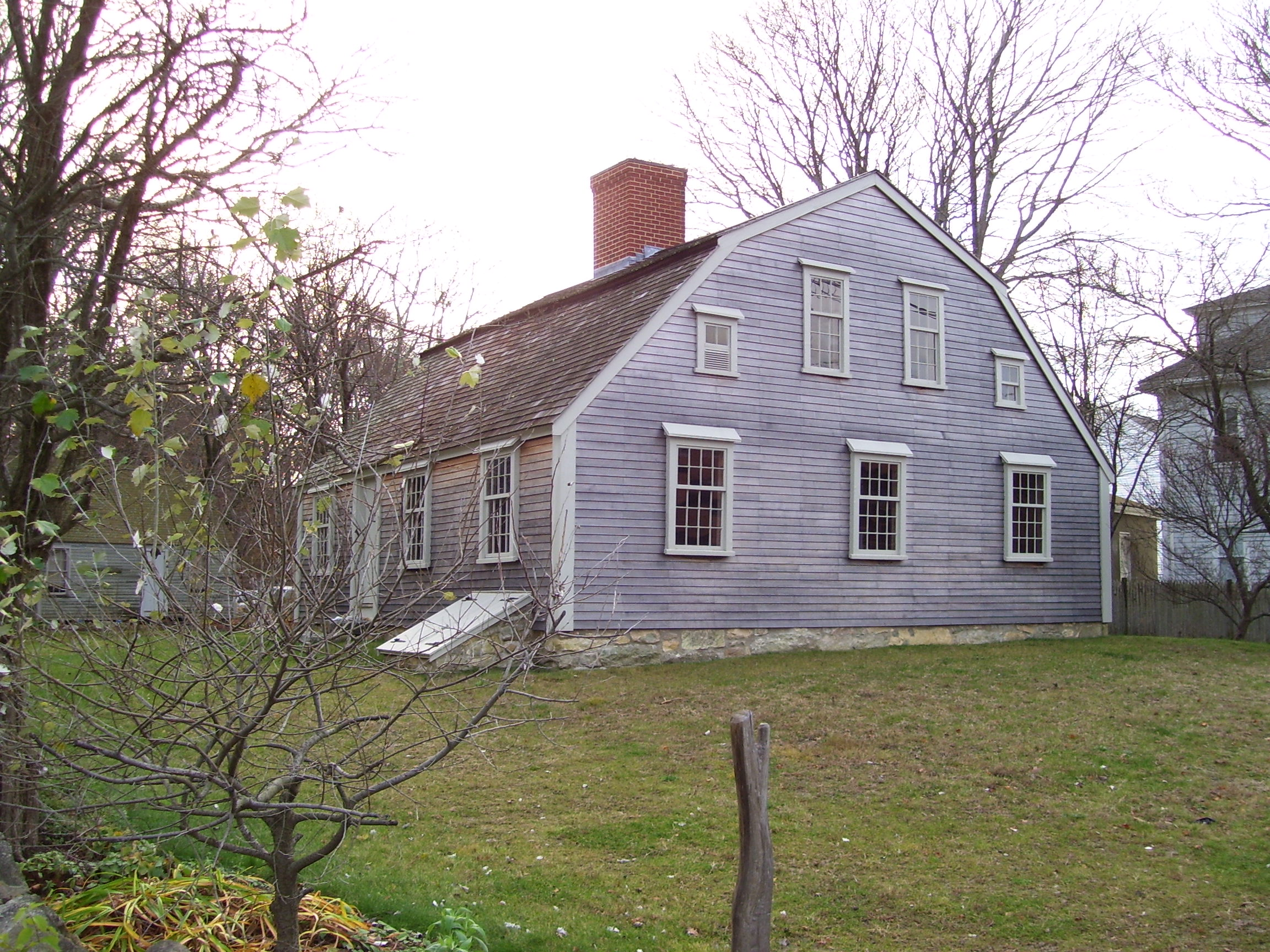
Harlow Old Fort House, un raro esempio di Cape Cod house con tetto mansardato

## Revival coloniale inglese (anni '30–'50 del Novecento)
Lo stile revival coloniale inglese tra gli anni '30 e '50 del Novecento ripresentò il modello delle Cape Cod houses, ma con delle piccole modifiche. Solitamente, ad esempio, i camini erano due ed erano posti alla fine di ciascun lato del tetto della casa. Architetti come Royal Barry Wills modernizzarono questa tipologia che divenne l'esempio di architettura più diffuso tra la classe media americana dell'epoca includendo ad esempio una ripartizione più adeguata dell'interno con la costruzione di servizi, cucine e garages. Dopo la seconda guerra mondiale, località come Levittown (New York) vennero progettate interamente con villette a schiera dello stile Cape Cod.